# Ibrahim Pečewi
İbrahim Peçevi, en l'antiga ortografia otomana transliterat com a Ibrahim Pečewi, (Pécs, 1574 o 1575-1649 o 1650) fou un historiador otomà. Va servir a l'exèrcit en diversos moments participant en algunes campanyes però sobretot va fer una llarga carrera administrativa en la qual va ocupar diversos alts càrrecs. Es va retirar el 1641. Va escriure una "Història" publicada en dos volums a Istanbul el 1864-1866, cobreix el període entre 1520 i 1640 i és una de les principals fonts de la història dels otomans.